# Okręg wyborczy Croydon Central
Okręg wyborczy Croydon Central powstał w 1974 i wysyła do brytyjskiej Izby Gmin jednego deputowanego. Okręg obejmuje wschodnią i centralną część London Borough of Croydon.

## Deputowani do brytyjskiej Izby Gmin z okręgu Croydon Central
| Wybory    | Deputowany     | Partia                                    |
| --------- | -------------- | ----------------------------------------- |
| luty 1974 | John Moore     | Partia Konserwatywna                      |
| 1992      | Paul Beresford | Partia Konserwatywna                      |
| 1997      | Geraint Davies | Partia Pracy                              |
| 2005      | Andrew Pelling | Partia Konserwatywna (od 2007 niezależny) |
| 2010      | Gavin Barwell  | Partia Konserwatywna                      |